# Plateaux (district)
Pour les articles homonymes, voir Plateau.
Le district des Plateaux est un district de la province du Bandundu en république démocratique du Congo. Il est issu d'une séparation de l'ancien district Léopold II / Mai-Ndombe, la partie Est gardant le nom de district de Mai-Ndombe.
À l'Ouest, au-delà du fleuve, se trouve la région des Plateaux de la République du Congo.
Le district, qui couvre 30 736 km2, est principalement peuplé par les Tende, le Bobangi, les Teke et les Boma.

## Territoires
Avant 2015, le District des Plateaux est une subdivision de la province de Bandundu divisée en 4 territoires constitués chacun d'un secteur et d'une cité, il a pour chef-lieu la cité de Bolobo :
- Territoire de Bolobo
  - Secteur Bateke-Nord
  - Cité de Bolobo
- Territoire de Kwamouth
  - Secteur Bateke-Sud
  - Cité de Kwamouth
- Territoire de Mushie
  - Secteur Baboma-Nord
  - Cité de Mushie
- Territoire de Yumbi
  - Secteur Mongama
  - Cité de Yumbi

## Future province
À la suite de l'adoption de la constitution de 2005, qui réorganise le découpage territorial de la RDC dans le sens d'une plus grande décentralisation, le district des Plateaux a fusionné avec le district Mai-Ndombe pour former la province Mai Ndombe en 2015,.